# Sekyra Foundation
Sekyra Foundation je soukromá nadace, kterou založil roku 2018 český podnikatel Luděk Sekyra na podporu morálního univerzalismu, liberálních hodnot a občanské společnosti. Nadace získává prostředky pro svou činnost z darů fyzických a právnických osob, z hospodaření s majetkem a podnikání. Nadace mimo jiné také dlouhodobě spolupracuje s Oxfordskou univerzitou, která pojmenovala nejstarší statutární profesuru filozofie na Oxfordu po zakladateli nadace Luďku Sekyrovi.

## Zaměření nadace
Nadace se zaměřuje na podporu občanské společnosti, rozvoj kritického a filosofického myšlení, podporu akademických institucí a vzdělávacích projektů, trvale udržitelného rozvoje a ochrany životního prostředí, přednášky a vydávání děl významných myslitelů. Posláním nadace je rovněž obrana politické svobody, lidských práv, kulturní a náboženské rozmanitosti. Nadace ve spolupráci se světovými univerzitami a asociací Europaeum rozvíjí odkaz klíčových filozofů 20. století jako John Rawls či Ludwig Wittgenstein a intelektuálů spjatých s naší částí Evropy, jako byli Isaiah Berlin, Leszek Kołakowski, Jan Patočka nebo Karl Popper.
Na Univerzitě v Oxfordu nabízí Sekyra Foundation měsíční pobyty pro studenty Univerzity Karlovy a reciproční pobyt pro anglické studenty v Praze. V renovovaném objektu Sekyra House, který je součástí oxfordské koleje Harris Manchester College a byl slavnostně otevřen k výročí Sametové revoluce dne 6. 11. 2014, najdou studenti ubytování i tři studovny. V budově je i posluchárna pojmenovaná po Tomáši Halíkovi. Luděk Sekyra je členem správní rady a akademické obce Harris Manchester College, členem kolegia rektora oxfordské univerzity a členem londýnské Aristotelian Society.

### Realizované projekty
Sekyra Foundation a sám Luděk Sekyra dlouhodobě spolupracuje s Oxfordskou univerzitou. Nadace, jejíž mezinárodní úsilí se zaměřuje na podporu filozofie, poskytla v roce 2021 finanční podporu pro nejstarší statutární profesuru filozofie na Oxfordu, White’s Professorship of Moral Philosophy, která je také nejvýznamnější katedrou morální filozofie na světě. Profesorský úřad byl založen v roce 1621 Thomasem Whitem a po 400 letech dostal nový název Sekyra and White’s Professorship of Moral Philosophy.
V rámci rozvoje filosofického a intelektuálního dialogu Sekyra Foundation podpořila např. konferenci „Jan Patočka and the grounds for political action: phenomenology, the arts, and civil society“ pořádnou nadací The Rimbaud and Verlaine Foundation (2019), konferenci „Culture and Value after Wittgenstein“ na Queens College Oxfordské univerzity (2019), konferenci „Inequality, Religion, and Society: John Rawls and After“, věnovanou filosofickému odkazu nejvýznamnějšího politického filosofa 20. století Johna Rawlse, která proběhla počátkem roku 2019 na Harvardově univerzitě, mezinárodní konferenci a seminář „Two Visions of Europe: What Sources of Hope for the Future?” ze série Cracking Borders, Rising Walls Series, kterou pořádá Kultura Liberalna ve Varšavě, každoroční diskusní konferenci Středoevropské fórum v Bratislavě, kterou založil Václav Havel, konference o důvěře a porozumění, které pořádá Klášter Broumov, nebo přednášku „Margaret Thatcher in historical perspective“, pořádanou Centrem pro filozofii, etiku a náboženství FF UK.
Sekyra Foundation zaštítila projekt vídeňského institutu pro pokročilé studium humanitních a společenských věd (Institut für die Wissenschaften vom Menschen) s názvem „Annual International Editors’ Roundtable”, kterého se účastní autoři a redaktoři z prestižních intelektuálních neakademických časopisů s různorodou politickou orientací (The Economist, The Week, openDemocracy, Eurozine, Esprit, FAZ a Süddeutsche Zeitung) nebo 57. kongres evropských novinářů, který se roku 2019 konal poprvé v Praze a zorganizovala ho Lída Rakušanová. Zprostředkovala také diskusní večer s CEO The New York Times Company Markem Thompsonem v Knihovně Václava Havla, kterého se zúčastnily špičky českých médií.
Ve spolupráci s českým centrem PEN klubu a Nadací Jana a Medy Mládkových oživila Sekyra Foundation myšlenku na stavbu nové budovy Národní knihovny. Jako jedna z možných lokalit připadá v úvahu bývalé nákladové nádraží Žižkov, kde na části pozemků pro novou čtvrť bude stavět Sekyra Group.
Nadace se podílí na vydání trojdílné knihy vzpomínek Dr. Emila Ščuky, který sehrál důležitou roli v emancipačních procesech romské národnostní menšiny v České republice (nakladatel Knihovna Václava Havla, o.p.s. 2019).

### Spolupráce
- University of Oxford, UK
- Edmond J. Safra Center for Ethics, Harvard University, Cambridge, USA
- Athens Democracy Forum a The New York Times, USA
- University of Notre Dame, USA
- Europaeum, a network of leading European universities, Oxford, UK
- Centrum pro filosofii, etiku a náboženství, Univerzita Karlova, Praha

### Podporované subjekty
- Knihovna Václava Havla, Praha[19]
- Cena Václava Havla za lidská práva
- České centrum mezinárodního PEN klubu, Praha[20]
- Česká křesťanská akademie, Praha
- Liberální institut, Praha
- Kultura liberalna, Varšava
- Československé dokumentační středisko, o.p.s., Praha[21]
- Asociace evropských novinářů, Londýn, UK[22]
- Vienna Circle Society, Vídeň
- International Crisis Group, Washington, USA
- Central European Forum, Bratislava, SK[23]
- Foyer, Sint-Jans-Moelenbeek, Belgie
- The Rimbaud and Verlaine Foundation, London, UK (překlady textů Jana Patočky do angličtiny)[24]
- Salve, Revue pro teologii a duchovní život
- Klášter Broumov - Broumovské diskuse[25]
- Klasika Plus, portál o klasické hudbě[26]
- projekt Knihovna umění ve Wikipedii (překlady hesel do angličtiny, 2020)

### Sponzor 30. výročí Sametové revoluce
- Festival svobody
- Koncert pro budoucnost[27]